# آب‌انبار سعدآباد
آب‌انبار سعد آباد مربوط به دوره قاجار است و در شهرستان فریمان، بخش مرکزی، روستای سعد آباد واقع شده و این اثر در تاریخ ۱۶ شهریور ۱۳۸۳ با شمارهٔ ثبت ۱۱۰۸۹ به‌عنوان یکی از آثار ملی ایران به ثبت رسیده است.